# 塞朗
塞朗（法語：Serans，亦作，法語發音：[seʁɑ̃] ⓘ）是法国奥恩省的一个旧市镇，位于该省中部，属于阿让唐区。2016年1月1日，塞朗和相邻的另外5个市镇合并为新市镇埃库谢莱瓦莱（Écouché-les-Vallées）。

## 地理
塞朗（48°43'17"N, 0°7'42"W）面积6.1 平方千米，位于法国诺曼底大区奧恩省，该省份为法国西北部内陆省份，北起顺时针与卡爾瓦多斯省、厄尔省、厄尔-卢瓦省、萨尔特省、马耶讷省和芒什省接壤。
与塞朗接壤的市镇（或旧市镇、城区）包括：蒙加鲁、瑟夫赖、巴蒂伊、埃库谢莱瓦莱。

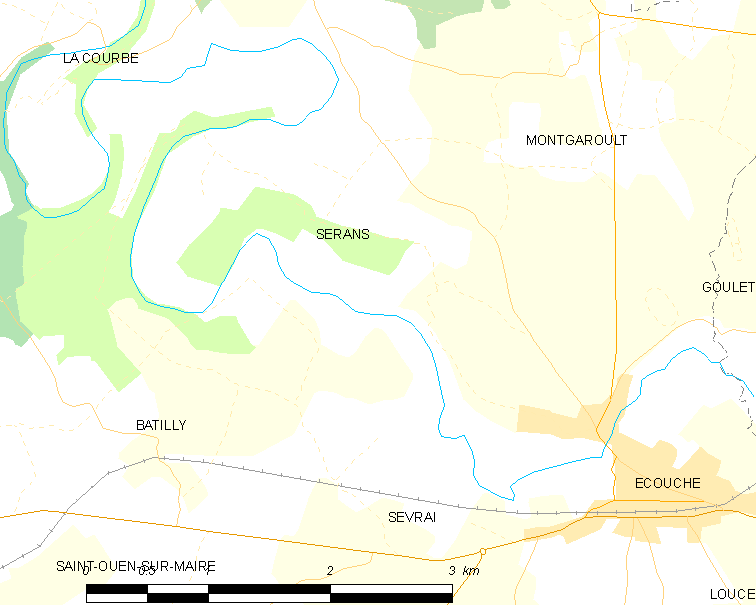
塞朗的OSM定位图

塞朗的时区为UTC+01:00、UTC+02:00（夏令时）。

## 行政
塞朗的邮政编码为61150，INSEE市镇编码为61470。

## 政治
塞朗所属的省级选区为马尼勒代塞尔县。

## 人口

1962-2008年间塞朗人口变化图示

塞朗于2018年1月1日时的人口数量为199人。